# LV-2341
La LV-2341, o Carretera de Nalec, és una carretera antigament anomenada veïnal, actualment gestionada per la Generalitat de Catalunya. La L correspon a la província de Lleida i la V al seu caràcter de veïnal.
Té l'origen a la cruïlla amb les carreteres C-14 i L-234, a l'Hostal, al nord-oest de Ciutadilla, a ponent del paratge del Convent i al nord del Tossal de les Forques. Des d'aquest lloc, arrenca cap a ponent, i en un recorregut de 1.100 metres mena al poble de Nalec, on acaba el seu recorregut.
El 2021 es va aprovar un projecte per eixamplar i pavimentar la carretera amb un pressupost de 549.000 euros.